# 順信
順信（じゅんしん、? - 建長2年3月10日（1250年4月13日））は、鎌倉時代中期の浄土真宗の僧。親鸞直弟二十四輩の一人。俗名は片岡信広。二十四輩の第三番。

## 略歴
父の片岡信親は、常陸国鹿島明神（現在の鹿島神宮）の大宮司であり、親鸞に帰依し、順信を弟子とさせた。鳥栖光明山無碍光院無量寿寺（本願寺派）、下富田光明山無碍光院無量寿寺（大谷派）がその旧跡である。晩年は、親鸞の命で関西での布教を行い、大阪府茨木市の光明山佛照寺はその旧跡である。